# عبد العلي الناصيري

عبد العلي الناصيري من مواليد 31 ديسمبر 1946 ، هو حكم كرة قدم مغربي سابق .

## مسيرته
أدار مباريات في محموعة من المسابقات :
- كأس العرش : 1975-1976-1983-1984 (نهائي)
- كأس العرب لكرة القدم 1988 (النهائي)
- كأس الأمم الأفريقية لكرة القدم 1990 (مباراة واحدة)
- كأس إفريقيا للأندية الفائزة بالكؤوس 1991 (ذهاب النهائي )
- كأس الأمم الأفريقية لكرة القدم 1992 (مباراة واحدة)

منذ سنة 1994 إلى الآن، شغل عددا من المناصب في محموعة من الهيئات الرياضية :
- عضو في جمعية الحكام بالاتحاد العربي لكرة القدم في الفترة الممتدة من 2002 إلى 2005
- مدرب وطني ودولي للحكام
- عضو في جمعية الحكام بالجامعة الملكية المغربية لكرة القدم من 2001 حتى 2005
- منذ سنة 2013 ، تقلد منصب نائب رئيس الجمعية المغربية للحكام الدوليين .